# Under Wraps (filme)
Under Wraps (no Brasil, Um Amor de Múmia) é um filme de 1997 original do Disney Channel, e é considerado o primeiro filme original do canal (DCOM) .
O longa conseguiu atingir mais de 4,3 milhões de espectadores no Estados Unidos.   
O filme não chegou a se lançado em VHS na época, e ficou indisponível até 5 de julho de 2005, quando foi lançado em DVD pela Platinum Disc. Atualmente se encontra disponível em plataformas digitais como iTunes e Amazon Vídeo.

## Sinopse
Três crianças de 12 anos de idade descobrem uma múmia no porão de um homem morto. Ela ganha vida, devido a conjugação do luar durante esse tempo do mês. Primeiramente ficam com medo, mas com o tempo descobrem que ela é amigável, mesmo sendo desajeitada e confusa.
As crianças dão o nome Harold para a múmia, e decidem que passará temporariamente no quarto de uma das crianças. Depois de pagarem uma vista de um amigo obcecado por Halloween, descobrem que se a múmia não for reposta no seu caixão antes da meia noite da véspera do Dia das bruxas, deixará de existir.
Felizmente, o sarcófago está na exibição egípcia no museu, mas eles encontram muitos obstáculos. A primeira coisa é que Harold atrai atenções indesejadas como o rápido fim da noite de dia das bruxas. Também, alguém muito poderoso quer pegar Harold, e as crianças precisam salvá-lo antes da meia-noite do Halloween.

## Elenco
- Bill Fagerbakke — Harold a Múmia / Ted
- Adam Wylie — Gilbert
- Mario Yedidia — Marshall
- Clara Bryant — Amy
- Ken Campbell — Bruce
- Corinne Bohrer — Mãe de Marshall
- Ed Lauter — Sr. Kubat
- Kenneth Fisher —  Diretor Phil Hammer
- Joshua Dennis — Leonard